# Río Ripoll
El río Ripoll es un río del nordeste de la península ibérica que discurre por la depresión prelitoral catalana, en el Vallés Occidental. Es un afluente del río Besós.

## Curso
El Ripoll nace en el soto del Galí, en la sierra de Granera, en el municipio de San Lorenzo Savall a 640 metros de altitud. Se dirige hacia el sur a través de las sierras de El Farell y San Lorenzo del Munt, pasa por Castellar del Vallés, Sabadell, Barberá del Vallés, Ripollet, Sardañola del Vallés y Moncada y Reixach, donde se une al Besós.
La longitud del curso principal del río es de 39,2 km y la totalidad de los afluentes tienen un recorrido de 181,5 km.

## Desarrollo agrícola e industrial
A mediados del siglo X, se construyeron acequias que aún contribuyen al riego de diversos huertos. Poco tiempo después hay datados los primeros documentos en que se mencionan la construcción de molinos de harina. Estos molinos fueron reconvertiéndose hasta que se utilizaron para la fabricación de papel, industria que predominaba en el río durante el siglo XVIII.
Durante el siglo XX hubo un gran auge de las empresas textiles en el Vallés Occidental surgiendo una gran cantidad de grandes empresas dedicadas al textil y a los tintes de telas en el margen del río durante todo su recorrido. Este hecho significó una gran afluencia de inmigrantes a las poblaciones que atraviesa el río.

## Inundaciones de 1962

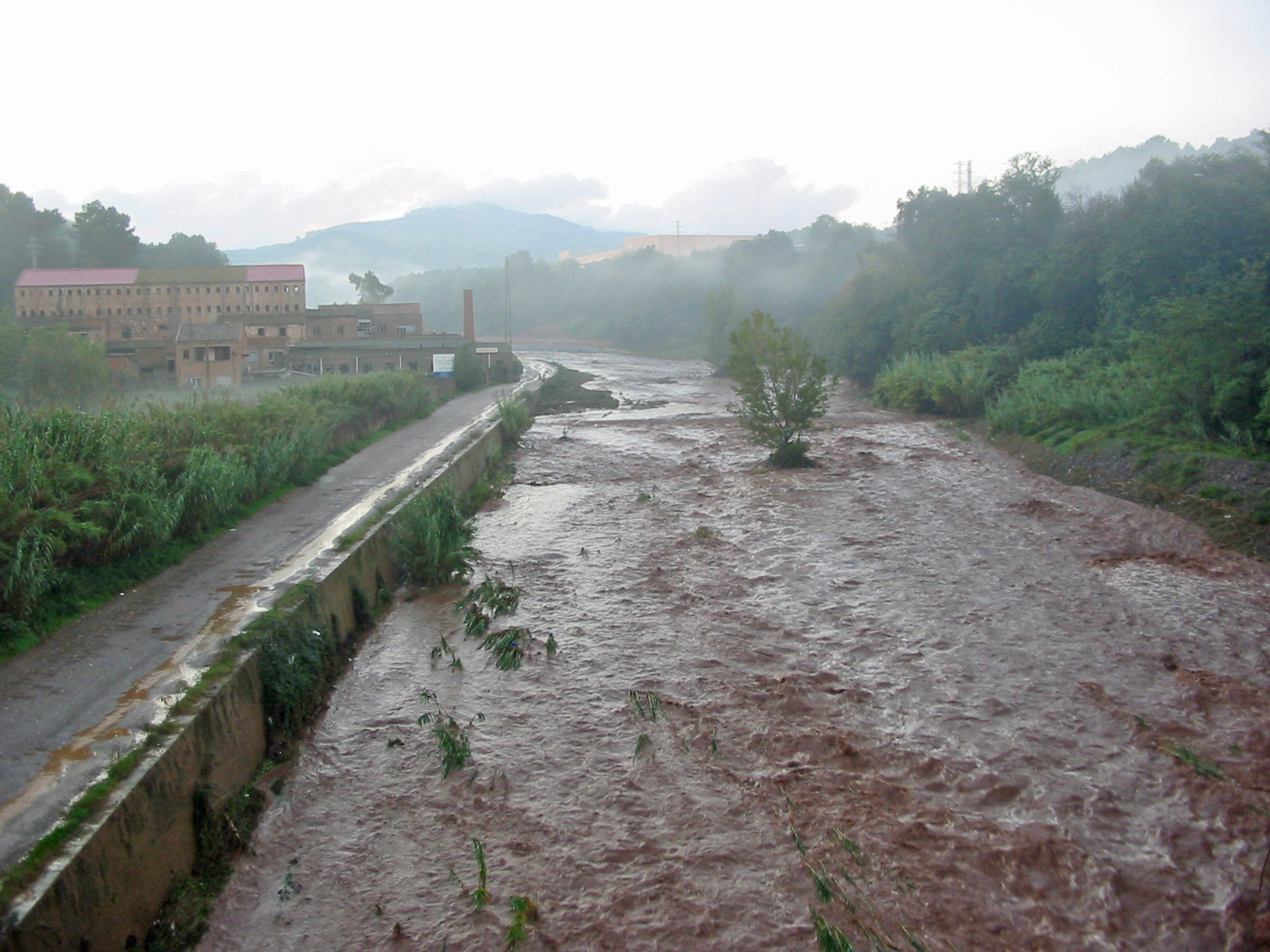
El río Ripoll a la altura de Sabadell después de una lluvia torrencial en 2005.

Durante las oleadas migratorias de las décadas de 1940 y 1950 se construyeron rápidamente barrios enteros en la orilla del río. El 25 de septiembre de 1962 el Ripoll, un río con un caudal escaso, creció entre cuatro y seis metros, llevándose todo lo que encontraba en su camino por delante en las denominadas riadas del Vallés. Aquel trágico día, cayó una lluvia breve, pero muy intensa, registrando unos 225 l/m² de agua en un río sin encauzar, con puentes estrechos en cuyos ojos se iban acumulando piedras, árboles, coches y amasijos de hierro. Todo sucedió durante la noche y desaparecieron barrios enteros dejando un balance de un millar de muertos contando las víctimas de todo el Vallés Occidental.

## Espacio de ocio
En la década de 1990 se produjeron inversiones para adecuar las orillas del río y hacer caminos para hacer del Ripoll un lugar de paseo. Entre 1999 y 2006, el Ayuntamiento de Sabadell, con la ayuda de la UE y la Agencia Catalana del Agua, invirtió 30 millones de euros para la construcción de una nueva estación depuradora  con un coste de 12 millones de euros, la depuradora de Cal Piteu. El resto de la inversión se dedicó a la mejora de la calidad del agua, con nuevas medidas protectoras y a la recuperación de caminos y del entorno paisajístico.